# Lory Del Santo
Loredana « Lory » Del Santo (née à Povegliano Veronese en Italie, le 28 septembre 1958) est une actrice italienne.

## Biographie
Lory Del Santo est née à Povegliano Veronese, près de Vérone, dans une famille indigente. Elle est la fille aînée d'Antonio Dal Santo, alors âgé de 22 ans, et de sa femme Clorinda. À l'âge de trois ans, son père meurt dans un accident de voiture et grandit avec sa mère et sa sœur, à la campagne, elles déménagent ensuite à Vérone.
Lory Del Santo a commencé sa carrière télévisuelle à seize ans en tant que Valletta dans l'édition 1975 du Festivalbar, la première édition qui a eu lieu à l'Arène de Vérone. Après avoir terminé ses études secondaires, elle quitte Vérone pour Rome et Milan pour faire carrière dans le cinéma et la mode. Elle travaille comme mannequin, photographe de mode et entrepreneuse, tout en étudiant le théâtre. À la fin des années 1970, elle obtient ses premiers rôles au cinéma et participé à 20 films en 6 ans, dont certains films érotiques réalisés, entre autres, par Dino Risi, Adriano Celentano et Massimo Troisi.
En 1980, Lory Del Santo participe au concours Miss Univers. Au début des années 1980, elle prend part à des émissions de télévision comme Tagli de Renzo Arbore, ritagli e frattaglie (1981) et Drive In d' Antonio Ricci (1983-1988). Dans la seconde moitié des années 1980, elle met de côté sa carrière pour se consacrer à sa vie privée. Elle part en tournée théâtrale aux côtés de Walter Chiari, en 1989 et 1990.
Elle entretient une relation avec Eric Clapton (il lui dédie la chanson Lady of Verona) et se retrouve au cœur de la presse people anglaise au moment de la mort de leur fils, Conor Loren (né le 21 août 1986 et mort le 20 mars 1991). L'enfant décède à l'âge de quatre ans et demi d'une chute d'une fenêtre ouverte au 53e étage de l'immeuble la Galleria à Manhattan. À la suite de la mort tragique de son fils Conor, Clapton lui dédie la chanson à succès Tears in Heaven. 
Après une longue absence, elle revient à la télévision en 2005 en participant à la troisième saison de L'isola dei famosi. Elle gagne l'émission avec 75% des voix du public. Au cours des années suivantes, elle participe à d'autres émissions de téléréalité. En 2006 elle écrit une autobiographie, Piacere è una sfida .
Le chanteur italien Zucchero écrit dans son autobiographie sur la façon dont Lory Del Santo a eu l'idée de lui présenter Clapton, invitant le chanteur italien à dîner avec le couple. De cette rencontre est née une collaboration artistique et une longue amitié entre les deux musiciens.

## Vie privée
Dans son livre, Lory Del Santo déclare qu'elle a eu une liaison avec George Harrison en décembre 1991 à Hiroshima. Elle a deux enfants, Devin et Loren, qu'elle a élevés seule en tant que mère célibataire. Loren s'est suicidé en 2018 à l'âge de 19 ans. Elle a également eu un fils de son union avec le tennisman Richard Krajicek, décédé à l'âge de 15 jours. Depuis les premiers instants de notoriété en 1981, elle s'est déclarée contre le mariage, et ne s'est jamais mariée.

## Filmographie

### Actrice
- 1977 : Ecco noi per esempio... de Sergio Corbucci
- 1978 : Où es-tu allé en vacances ? (Dove vai in vacanza?), segment Sarò tutta per te, de Mauro Bolognini, Luciano Salce, Alberto Sordi
- 1978 : Geppo il folle, de Adriano Celentano
- 1979 : Cher papa (Caro papà), de Dino Risi
- 1979 : Le Justicier au gardénia (Gardenia, il giustiziere della mala), de Domenico Paolella
- 1979 : Le Trou aux folles (it) (Dove vai se il vizietto non ce l'hai?), de Marino Girolami
- 1979 : Pension pour jeune fille (it) (Pensione amore servizio completo), de Luigi Russo
- 1979 : Samedi, dimanche, vendredi (Sabato, domenica e venerdì), segment Samedi, de Sergio Martino
- 1979 : Le Grand Alligator (Il fiume del grande caimano), de Sergio Martino
- 1979 : Agenzia Riccardo Finzi... praticamente detective (it), de Bruno Corbucci
- 1979 : Un jouet dangereux (Il giocattolo), de Giuliano Montaldo
- 1980 : Je suis photogénique (Sono fotogenico), de Dino Risi
- 1980 : Desideria (it), de Gianni Barcelloni Corte (it)
- 1980 : Les Séducteurs (I seduttori della domenica), de Dino Risi
- 1981 : La Prof d'éducation sexuelle (it) (L'onorevole con l'amante sotto il letto), de Mariano Laurenti
- 1981 : Qui c'est, ce mec ? (Bollenti spiriti), de Giorgio Capitani
- 1982 : W la foca (it), de Nando Cicero
- 1982 : La Gorille (it) (La gorilla), de Romolo Guerrieri
- 1982 : Miss Right (La donna giusta), de Paul Williams (en)
- 1982 : Morto Troisi, viva Troisi! de Massimo Troisi
- 1983 : "FF.SS." - Cioè: "...che mi hai portato a fare sopra a Posillipo se non mi vuoi più bene?", de Renzo Arbore
- 2006 : Vita Smeralda (it), de Jerry Calà

### Réalisatrice
- 2006 : The Night Club - Osare per credere (court métrage)
- 2014-2017 : The Lady (série web)